# 4982 Bartini
A 4982 Bartini (ideiglenes jelöléssel 1977 PE1) a Naprendszer kisbolygóövében található aszteroida. Nyikolaj Sztyepanovics Csernih fedezte fel 1977. augusztus 14-én.